# Crinia subinsignifera
Crinia subinsignifera är en groddjursart som beskrevs av Murray Littlejohn 1957. Crinia subinsignifera ingår i släktet Crinia och familjen Myobatrachidae. IUCN kategoriserar arten globalt som livskraftig. Inga underarter finns listade i Catalogue of Life.